# Eggenhof

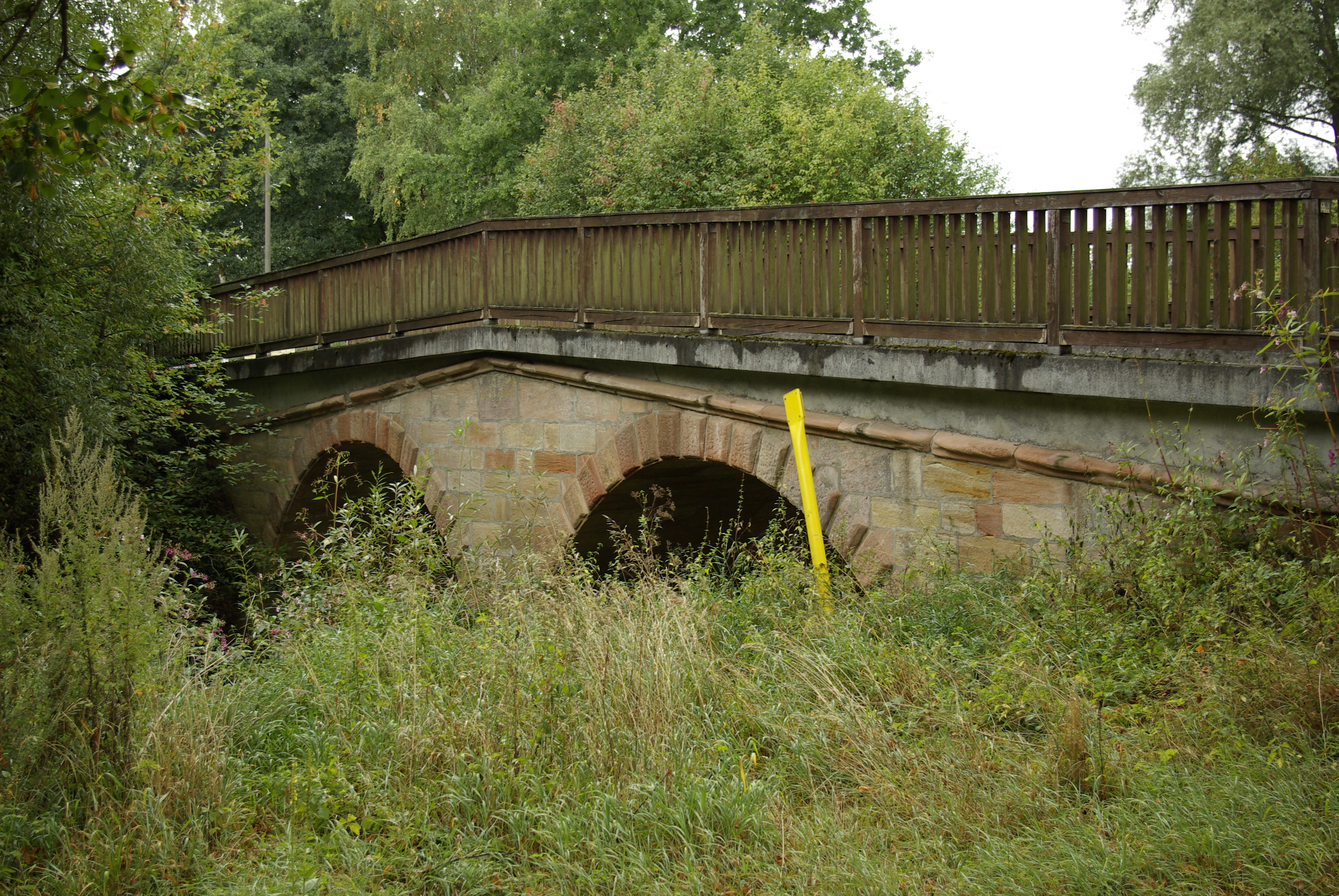
Schwabachbrücke

Eggenhof (fränkisch: Ägnghuf) ist ein Gemeindeteil der Gemeinde Uttenreuth im Landkreis Erlangen-Höchstadt (Mittelfranken, Bayern). Eggenhof liegt in der Gemarkung Uttenreuth.

## Lage
Unmittelbar nördlich des Gutshofes fließt die Schwabach. Östlich und südlich grenzen Acker- und Grünflächen an. Im Osten wird die Flur als Rannenwiesen bezeichnet, im Süden als Posthalterholz. Unmittelbar südwestlich liegt ein Neubaugebiet von Uttenreuth, das über den Rannenweg erreicht werden kann. Jenseits der Schwabach liegt der Kernort Uttenreuth. Südlich von Eggenhof befindet sich der Buckenhofer Forst.

## Geschichte
Der Ort wurde 1341 als „Egenhof“ erstmals urkundlich erwähnt. Bestimmungswort ist Egen, das sowohl ein Personenname als auch ein Familienname sein kann. Das bambergische Dompropsteiamt Büchenbach war Grundherr des Anwesens. Der Ort lag vielleicht ursprünglich im Fraischbezirk des bambergischen Centamts Neunkirchen. Aus einem Dokument, das um 1588 entstand, geht hervor, dass „Eghenhoff“ im Fraischbezirk des brandenburg-bayreuthischen Oberamtes Baiersdorf lag. Der Hof hatte seit dem 15. Jahrhundert Rechte am Sebalder Reichswald. Zehntanteile gingen an das Kloster Neunkirchen am Brand (1499, 1603, 1647 bezeugt). Im Jahre 1766 gehörten zum Hof 29 Morgen Felder, 147⁄8 Morgen Holz, 31⁄4 Morgen Wiesen und ein Viehbetrieb.
Von 1797 bis 1810 unterstand der Ort dem Justiz- und Kammeramt Erlangen. Im Rahmen des Gemeindeedikts des Königreiches Bayern (frühes 19. Jahrhundert) wurde Eggenhof dem Steuerdistrikt und der Ruralgemeinde Uttenreuth zugeordnet.
Nach dem Zweiten Weltkrieg wurde das Anwesen als Psychiatrische Klinik genutzt. Heute ist es ein Soziotherapeutisches Wohnheim der Bezirkskliniken Mittelfranken.

### Baudenkmal
- Schwabachbrücke

### Einwohnerentwicklung
| Jahr      | 001818 | 001840 | 001861 | 001871 | 001885 | 001900 | 001925 | 001950 | 001961 | 001970 | 001987 |
| Einwohner | 9      | 7      | *      | 6      | 18     | 21     | 23     | 44     | 14     | 125    | 49     |
| Häuser    | 2      | 1      |        |        | 1      | 1      | 1      | 1      | 3      |        | 1      |
| Quelle    | [ 7 ]  | [ 12 ] | [ 13 ] | [ 14 ] | [ 15 ] | [ 16 ] | [ 17 ] | [ 18 ] | [ 9 ]  | [ 19 ] | [ 1 ]  |

## Religion
Die Katholiken sind nach Unsere Liebe Frau (Dormitz) gepfarrt, die Lutheraner nach St. Matthäus  (Uttenreuth).